# Angel Stadium
O Angel Stadium of Anaheim (também chamado de Anaheim Stadium (1966–1997) e Edison International Field of Anaheim (1997–2003)) é um estádio localizado em Anaheim, California. É a casa do time de baseball da MLB Los Angeles Angels of Anaheim e foi casa do time de futebol americano da NFL Los Angeles Rams (1981–1994), antes de se transferir para Saint Louis. Também é conhecido pelo torcedores como The Big A ("O Grande A").

## História

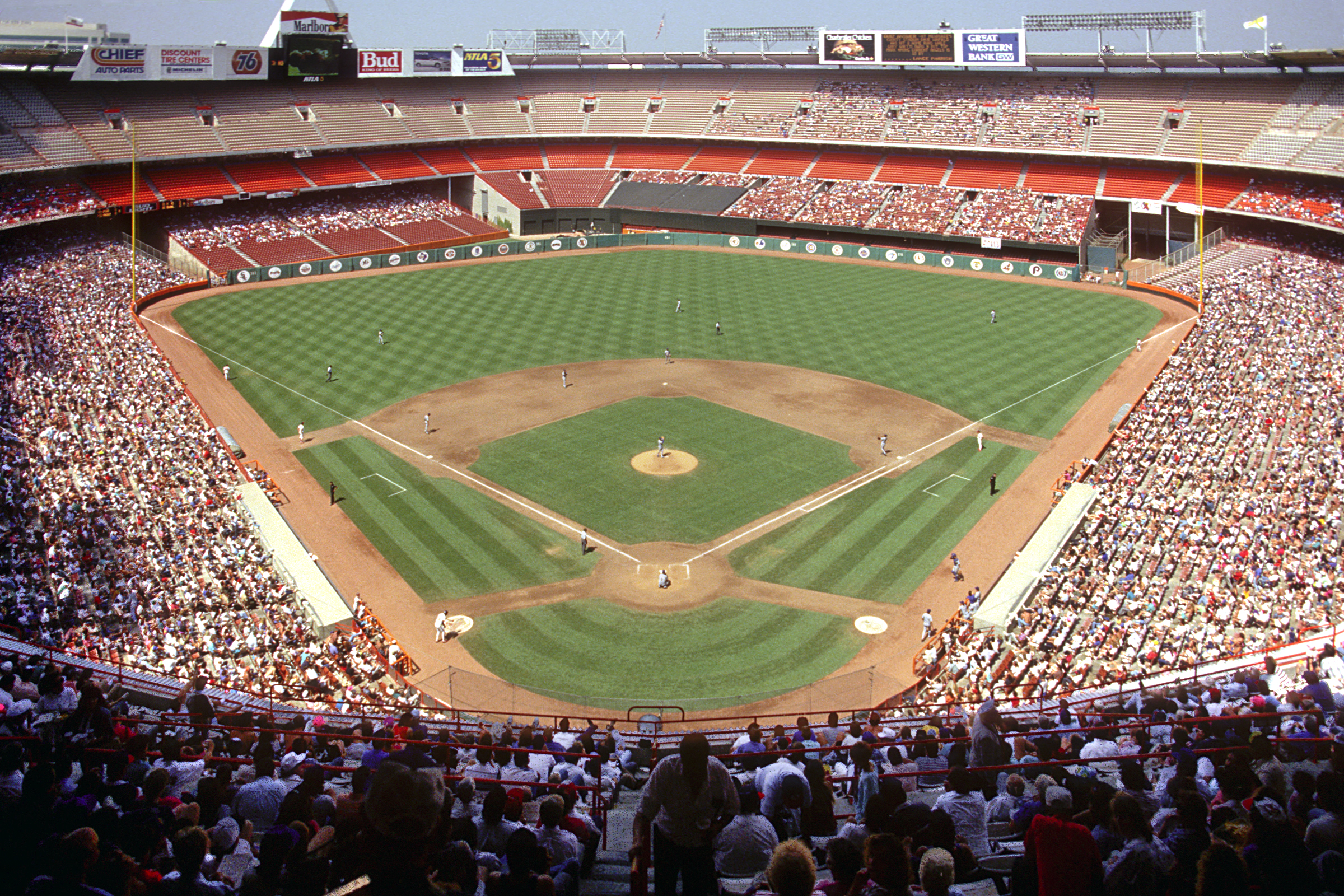
Antiga configuração do estádio, que durou até 1998.

Inaugurado em 19 de abril de 1966 para sediar os jogos do California Angels (antigo nome dos Angels), que jogavam no Dodger Stadium (que os fãs do Angels chamavam de Chavez Ravine Stadium). O primeiro jogo, um amistoso, foi contra o San Francisco Giants. O primeiro jogo oficial, em 19 de abril, contra o Chicago White Sox.
Originalmente com capacidade para 43.204 torcedores, chegou a abrigar mais de 64.500 torcedores no final dos anos 1970. Hoje chega a pouco mais de 45.000 lugares.
Recebeu o All-star game da MLB de 1967 e de 1989, o World Series de 2002 e cinco séries finais da American League (1979, 1982, 1986, 2002 e 2005).